# هوارد إتش ليتش
هوارد إتش ليتش (بالإنجليزية: Howard H. Leach)‏ هو دبلوماسي أمريكي، ولد في 19 يونيو 1930 في ساليناس في الولايات المتحدة.

## وصلات خارجية
- هوارد إتش ليتش على موقع إن إن دي بي (الإنجليزية)